# Phyllachora verbesinae
Phyllachora verbesinae är en svampart som först beskrevs av Pat. & Gaillard, och fick sitt nu gällande namn av Franz Petrak 1927. Phyllachora verbesinae ingår i släktet Phyllachora och familjen Phyllachoraceae.   Inga underarter finns listade i Catalogue of Life.